# Musicología feminista
La musicología feminista es la rama de la musicología que estudia de forma científica los mismos aspectos que ésta, con la figura de la mujer como eje central. La musicología feminista abarca este amplio campo, en el que sus estudiosos consideran que ha existido una discriminación tan larga como injusta. La musicología feminista es considerada una de las corrientes emergentes más fuerte del posmodernismo sobre todo en el mundo anglosajón.
Es también conocida dentro del concepto de <<música de género>> y mantiene la visión típicamente posmoderna de revisar conceptos como objetividad, progreso, obra artística, autonomía del arte, estabilidad identitaria y canon histórico.

## Métodos
Esta práctica musicológica, que está vigente en la actualidad, mantiene tres características esenciales y es heredera de la tradición de la musicología que va desde la Era Medieval hasta hoy:
1. La autoría individual de la obra: reacciones por parte de un autor o autora que se reconoce a sí mismo como tal y que realiza la creación y elaboración de la obra.
2. La fijación de la obra al dejarla por escrito, lo que la convierte en un objeto, en obra “perdurable” y sobre todo “transmitible”. Esta representación gráfica hace que se puedan elaborar obras más complejas.
3. Y por último, la autonomía respecto a otras expresiones artísticas.

Estos tres rasgos aplicados por supuesto a la autoría femenina se han visto cuestionados y también rechazados como características negativas herederas del poder.

## Origen
El origen de esta rama de la musicología está en el final de los años 60 y los 70 del siglo XX, debido a la proliferación del pensamiento y movimientos feministas. Las feministas del momento reclamaban una visión de la historia en la que se respetara el papel que las mujeres habían tenido en ella, así como que hubiera un mayor respeto hacia ellas como historiadoras.

## Estudios
Unos de los métodos más característicos de esta rama de la musicología consiste en la identificación y desmontaje de las estructuras de pensamiento que han servido para eclipsar las contribuciones de las mujeres a la música. Los principales campos de estudio son:
· La persistencia de discriminaciones en las profesiones musicales.
· El peso marginador de la etiqueta “música de mujeres”.
· La coincidencia geográfica entre el “canon” de compositoras y el “canon” musical a secas.
· El abuso feminista que supone el reduccionismo sociológico.

## Publicaciones
Existen muchas publicaciones de las dos últimas décadas de del siglo XX no relevantes en su momento pero realmente trascendentes a día de hoy. Investigadoras como Eva Rieger (1980) y Eva Weissweiler (1988) en Alemania, Jane Bowers y Judith Tick (1987), Diane Peacock (1988), Karin Pendle (1991) en USA o Julie Ann Sadie y Rhian Samuel (1995) en Inglaterra, descubrieron al mundo un innumerable número de compositoras: creadoras musicales. En los estudios de estas autoras se pone en relieve la ignorancia de las musicólogas de los orígenes que carecían de cualquier tipo de conocimiento sobre sus predecesoras creyendo que ellas eran las precursoras del movimiento. Es un repertorio extenso y altamente profesionalorprende la extensión y profesionalidad de su repertorio.
En la actualidad, Josemi Lorenzo es el autor de gran parte de los trabajos que han inspirado esta rama de la musicología.

## Musicología feminista en España

### El retraso español
Este movimiento es originario de 1980 a 1990. En este periodo las primeras mujeres se adentran en los ámbitos compositivos y de investigación, terrenos vedados para ellas en España. Grandes musicólogos, tales como Federico Sopeña y Samuel Rubio, tendían a mostrar su desagrado con aquellas alumnas que se atrevían a adentrarse en estos campos considerados exclusivos para los hombres.
En 1998 se publicó el libro pionero de la musicología feminista española, Música y mujeres. Género y poder de Marisa Manchado (ed.), con artículos de Manchado, Teresa Cascudo, Amelia Die, Joaquina Labajo, Josemi Lorenzo, Cecilia Piñero, Pilar Ramos, Ángeles Sancho, Alicia Valdés y Ellen Waterman. 
Véase también
- musicología

- historia de la música

- sociología de la música